# Copa huracán

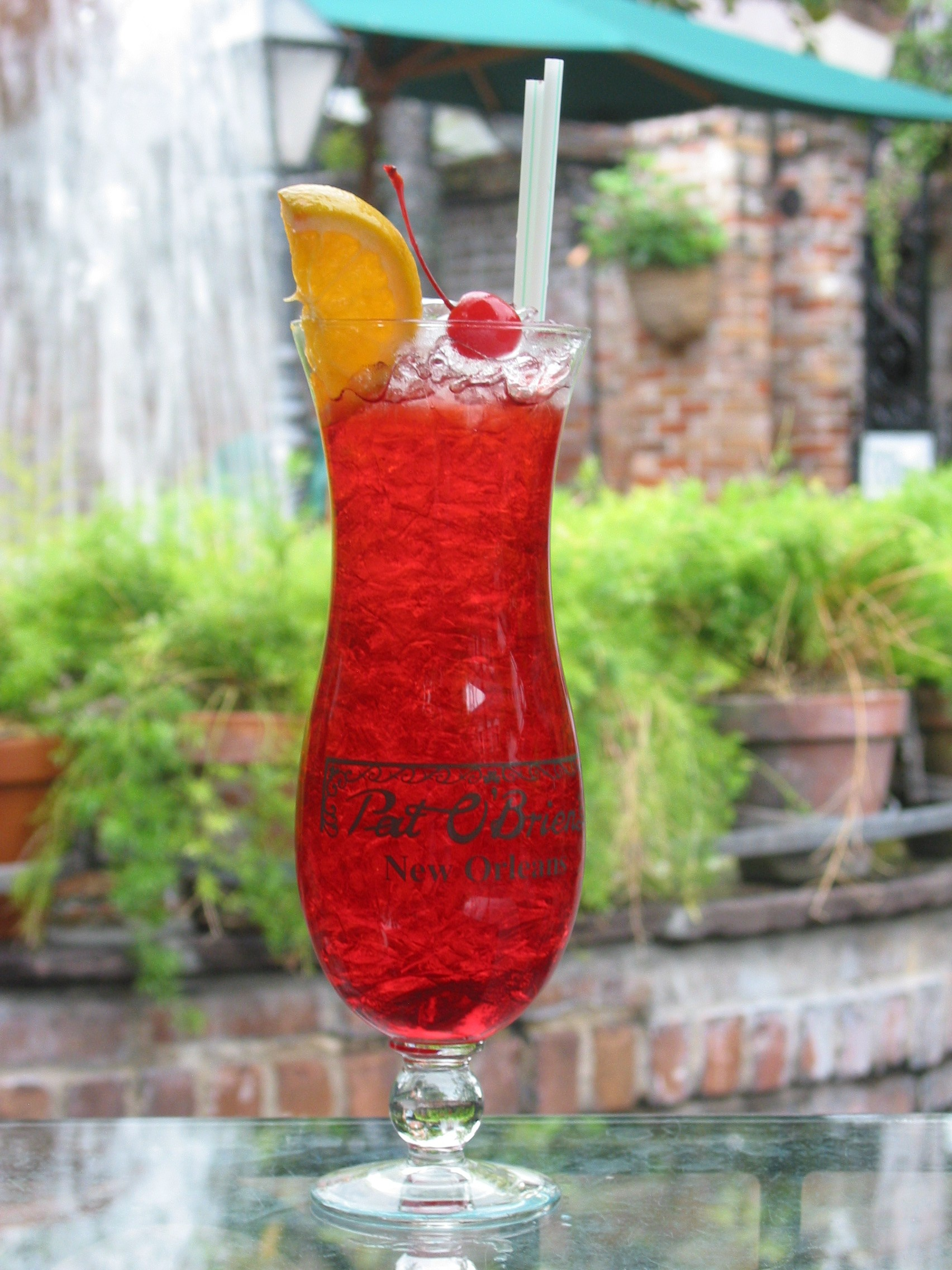
Cóctel Huracán en una copa huracán, del bar Pat O'Brien, en Nueva Orleans (EE. UU.).

La copa huracán es un tipo de vaso con una silueta en forma de gota, es decir, con una base ancha y redonda, que se estrecha en el centro y se vuelve a ensanchar en la boca. Esto le proporciona un cuerpo estilizado y atractivo. Es la copa preferida para los cócteles tropicales, como el San Francisco, la Piña Colada, el Hawaiian Azul, el June Bug, el Lava Flow o el Singapore Sling. También es muy usado para cócteles tiki o que requieran mucha decoración (garnish). La cantidad de bebida que un huracán puede contener varía entre los 400 ml y los 590 ml (es decir, 20 US fl oz o 21 imp fl oz). 
Su nombre proviene del cóctel Huracán, creado en bar Pat O'Brien's de Nueva Orleans.
En esta ciudad, un huracán a veces se sirve en un vaso de plástico desechable, ya que las leyes de Nueva Orleans permiten beber en público y salir de un bar con una bebida, pero prohíben beber en público en recipientes de vidrio o metal.
Otros nombres para esta copa son copa Piña Colada o copa Poco Grande. Si bien, esta última varía un poco su forma, pues es menos profunda y tiene un tallo más largo. Se usa para bebidas similares a la copa huracán, pero es capaz de contener una cantidad menor, aprox. 350 ml  (~12 US fl oz) y permite al bartender una mayor flexibilidad para determinar las cantidades y proporciones de los cócteles servidos.